# Флаг Тамбовской области
Флаг Тамбо́вской области является официальным символом Тамбовской области Российской Федерации.

## Описание
Флаг Тамбовской области представляет собой прямоугольное полотнище, состоящее из двух равных вертикальных полос красного и синего цвета, и двухсторонним изображением герба Тамбовской области в полной версии с короной и орденской лентой.
- Отношение ширины флага к длине — 2:3
- Габаритная ширина щита герба на флаге составляет 1/6 длины флага

### Толкование символики
Официальное толкование символики флага:
- красный цвет является символом мужества, стойкости, храбрости жителей области, отражает их великодушие, стремление к единству и солидарности, преемственность поколений, напоминает о цвете исторических знамён Руси, эмблем Тамбовских полков и флагов советского периода
- синий цвет полотнища флага означает величие, природную красоту и чистоту Тамбовского края, верность его традициям, безупречность и благополучие